# رواية القصص

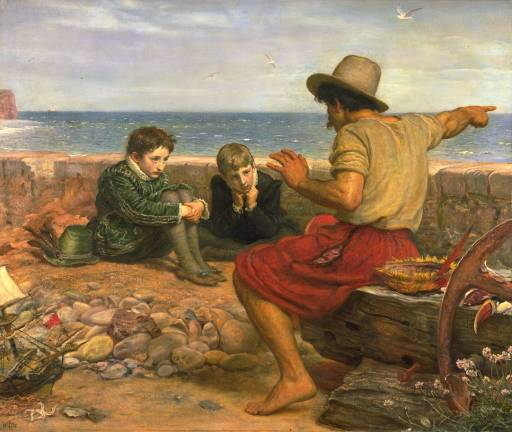
صبا رالي لوحة بريشة السير جون إيفريت ميليس، زيت على قماش، 1870.
البحارة يرون لوالتر رالي الشاب وشقيقه قصة ما حدث في عرض البحر

رواية القصص، هي نقل الأحداث بالكلمات والصور وغالباً ما يكون ذلك ارتجالاً أو بتجميل الأحداث. تشارك القصة في الثقافات المختلفة كوسيلة ترفيه أو تعليم أو لحفظ التراث الثقافي وغرس القيم المعنوية. العناصر الحاسمة في القصص ورواية القصص هي الشخصيات الخيالية والحبكة ووجهات النظر الأدبية.

## المنظور التاريخي

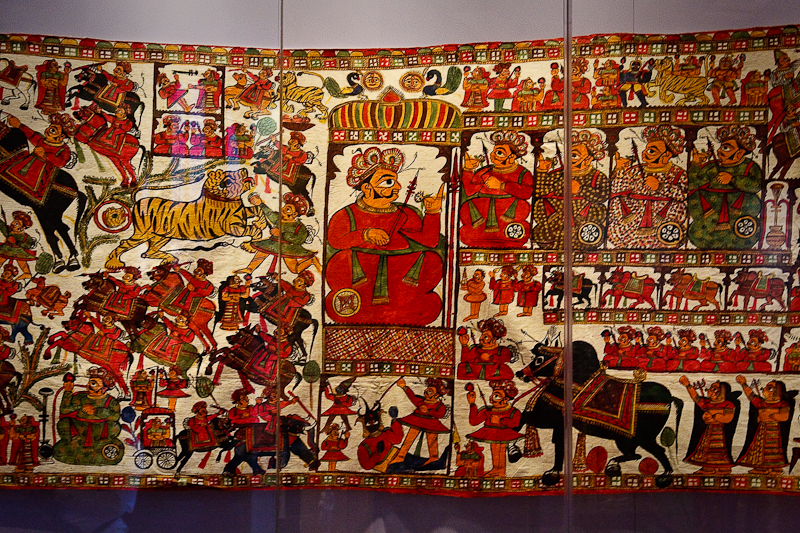
لوحة تعود لعام 1938. ملحمة بابوجي هي ملحمة شفوية بلغة راجاستان تروي أعمال البطل القومي بابوجي الذي عاش في القرن الرابع عشر.

رواية القصص تسبق الكتابة، فقد كانت الأشكال الأولى لرواية القصص عبارة عن رواية شفوية مع الإيماءات والتعابير الجسدية. كما أنها كانت جزءاً من الطقوس الدينية؛ كما اعتبر الفن الصخري شكل من أشكال رواية القصص في عدد من الثقافات القديمة. رسم سكان أستراليا الأصليون رموزاً من القصص على جدران الكهوف كوسائل لمساعدة الرواة على تذكر القصص. ثم رويت القصص بعد ذلك باستخدم مزيج من السرد الشفوي والموسيقى والفن الصخري والرقص، وقد ساعد هذا الأسلوب على فهم معنى الوجود الإنساني من خلال تذكر القصص وروايتها  استخدم الإنسان وسيلة النحت على جذوع الأشجار الحية ووسائل أخرى سريعة الزوال (كالرمل وأوراق الأشجار) لتسجيل القصص من خلال الصور والكتابة. كما استخدمت أشكالاً معقدة كالوشم لحفظ القصص مع معلومات عن الأنساب والانتماءات والوضع الاجتماعي.
مع ظهور الكتابة واستخدام وسائل اتصال ثابتة ومحمولة، أصبح تسجيل القصص والكتب ومشاركتها عبر مناطق العالم أسهل. فقد نحتت القصص ونقشت ورسمت وطبعت وكتبت بالحبر على الخشب والخيزران والعاج والعظام والفخار وألواح الصلصال والحجر وأوراق النخيل والجلد والورق والحرير وقماش وسجلت على أفلام وخزنت إلكترونياً بصورة رقمية. لا تزال القصص الشفوية عالقة بالذاكرة وانتقلت من جيل إلى جيل، على الرغم من ازدياد شعبية وسائل الإعلام المكتوبة والمتلفزة في كثير من أنحاء العالم.

## رواية القصص المعاصرة
تشمل رواية القصص الحديثة نطاقاً واسعاً. فالإضافة للأشكال التقليدية (حكاية خرافية والفلكلور والأساطير والحكايات الرمزية وغيرها)، فقد توسعت لتمثّل التاريخ والسرد الشخصي والتعليقات السياسية والأعراف الثقافية المتطورة. كما استخدمت رواية القصص المعاصرة على نطاق واسع لأغراض تعليمية.
تخلق وسائل الإعلام الجديدة وسائل جديدة لتسجيل القصص والتعبير عن القصص وتداولها. يمكن لأدوات التواصل الجماعية غير المتزامنة أن توفر بيئة للأفراد لإعادة صياغة القصص الفردية إلى قصص مجمعة. الألعاب والبرامج الرقمية الأخرى كتلك المستخدمة في الخيال التفاعلي ورواية القصص التفاعلية يمكن أن تستخدم لوضع المستخدم في وضع الشخصية محور القصة ضمن عالم أكبر. أما الأفلام الوثائقية بما فيها وثائقيات الويب التفاعلية، فتوظف تقنيات رواية وسرد القصص لإيصال المعلومات عن مواضعيها.